# Thomas Baumgartner
Pour les articles homonymes, voir Baumgartner.
Thomas Baumgartner est journaliste, producteur d'émissions de radio et auteur, ayant travaillé notamment pour France Inter, France Culture, Arte radio et Radio Nova.

## Biographie
Thomas Baumgartner est un ancien élève de l'École supérieure de journalisme de Lille (76e promotion).
Sur France Culture, Thomas Baumgartner a produit plusieurs documentaires pour La Fabrique de l'histoire d'Emmanuel Laurentin. Auteur d'entretiens À voix nue avec Moebius, Marc Riboud et Miriam Cendrars, il a eu la responsabilité de la revue de presse de 8 h 30 dans la grille d'été de France Culture en 2006 et en 2007.
Responsable éditorial adjoint d'Arte radio.com de 2006 à 2008, Thomas Baumgartner contribue à créer l'Ouvroir de radiophonie potentielle ou OuRaPo, et la plateforme des audioblogs d'Arte Radio.
Entre 2007 et 2009, il présente en compagnie de Caroline Broué Place de la toile, magazine consacré à internet et aux nouvelles technologies, et assure les remplacements d'Ali Baddou dans Les Matins de France Culture.
Entre 2009 et 2011, Thomas Baumgartner propose Les Passagers de la nuit, un rendez-vous de création radiophonique tous les jours à 23 heures. À la rentrée 2011, il anime le vendredi soir L'Atelier du son, puis Supersonic, toujours à 23 heures et sur France Culture.
Durant l'été 2012, Thomas Baumgartner produit et anime Antibuzz sur France Inter, émission consacrée au numérique.
Thomas Baumgartner a publié un livre intitulé L'Oreille en coin, une radio dans la radio aux éditions Nouveau Monde / Radio France / INA (2007), en 2010 le coffret Une Afrique en Radio - Archives de Robert Arnaut, le griot blanc (éd. Frémeaux / France Inter / INA) et en 2011 le coffret Rencontres possibles et impossibles (mêmes éditeurs).
En 2014, il est l'un des cofondateurs de Live Magazine, revue « vivante », sur scène. 
À partir de l'été 2015, Thomas Baumgartner anime chaque soir, de 18 h 15 à 19 h, sur France Culture Du grain à moudre l'été.
Le 27 septembre 2016, Thomas Baumgartner quitte France Culture pour le poste de rédacteur en chef de Radio Nova, qu'il occupe jusqu'en 2018. 
Il fonde wave.audio, un studio de production sonore, en juillet 2019, qui produit pour le journal Le Monde, les éditions Casterman, la Bibliothèque nationale de France, les éditions Calmann-Lévy... 
En novembre 2024, son livre L'argent des gens. Tentative d'épuisement de nos porte-monnaie, enquête poético-sociologique sur ce sujet tabou, paraît aux Éditions du Faubourg. 